# Rudi Völler
Rudolf Völler, detto Rudi (Hanau, 13 aprile 1960), è un dirigente sportivo, allenatore di calcio ed ex calciatore tedesco, di ruolo attaccante, direttore della nazionale tedesca. Campione del mondo con la Germania Ovest nel 1990.

## Caratteristiche tecniche

### Giocatore
Era un attaccante molto abile nel gioco aereo. Ambidestro, molto veloce, era dotato di un ottimo dribbling e istinto del gol.

## Carriera

### Giocatore

#### Club

Völler (a destra) in azione alla Roma nel 1988, contrastato dal cesenate Cuttone.

Esordì da professionista nel 1977 tra le file del Kickers Offenbach, nella seconda divisione tedesca; nel 1980 debuttò invece in Bundesliga, in seguito al passaggio al Monaco 1860. Pur retrocedendo nella prima stagione, l'attaccante fu grande protagonista nella seconda: segnò infatti 37 gol in altrettante gare, assurgendo a capocannoniere del torneo. Il club bavarese non riuscì tuttavia a iscriversi al campionato seguente, sicché il calciatore andò ad accasarsi al Werder Brema. Tornò così nella massima divisione, dove si affermò nuovamente come migliore marcatore nella stagione 1982-1983 con 23 gol; due anni più tardi le reti divennero 25, ma venne in questo caso superato da Klaus Allofs. Völler arrivò a quota 22 nell'ultima stagione, mentre alla fine del quinquennio coi biancoverdi le segnature totali furono 97.
Nel 1987 il tedesco passò alla Roma di Dino Viola, che se lo aggiudicò per 5,5 miliardi di lire. La prima stagione in Italia, con Nils Liedholm in panchina, non fu molto positiva per l'attaccante a causa di vari infortuni che ne frenarono il rendimento sottorete, fino a costringerlo all'operazione; inoltre, pur venendo difeso dal presidente, fu vittima di varie critiche da parte dell'ambiente. Le cose cominciarono a cambiare dall'annata successiva, che seppure non globalmente positiva per la squadra, vide l'attaccante chiudere a quota 10 reti. Nella stagione 1989-1990, con l'arrivo in panchina di Luigi Radice, Völler toccò quota 14 reti in campionato, compresa quella della vittoria per 1-0 nel derby di ritorno contro la Lazio. Inoltre contribuì al raggiungimento della semifinale di Coppa Italia.

Völler al nel 1995, mentre si congratula con il parmense Zola al termine delle semifinali di Coppa UEFA.

L'annata seguente, stavolta agli ordini di Ottavio Bianchi, fu probabilmente la migliore del periodo italiano poiché la Roma arrivò a disputare le finali di Coppa Italia e Coppa UEFA, in quest'ultimo caso grazie a un gol decisivo del tedesco, a tempo quasi scaduto, nella semifinale contro il Brøndby: la squadra giallorossa vinse il trofeo nazionale contro la Sampdoria fresca campione d'Italia, mentre perse quello continentale per mano dell'Inter; Völler si laureò comunque capocannoniere in entrambe le manifestazioni. La stagione 1991-1992 fu l'ultima del tedesco in maglia giallorossa: l'attaccante lasciò infatti la capitale controvoglia quando, in vista del campionato venturo, venne assunto Vujadin Boškov. In totale scese in campo per la Roma 198 volte, realizzando 68 reti; nel 2014 sarà introdotto nella hall of fame del club.
Decise quindi di accettare l'offerta dell'Olympique Marsiglia di Bernard Tapie: nella stagione 1992-1993 la squadra vinse il titolo, poi revocato, e, dopo aver battuto in finale il Milan, trionfò nella Champions League. Dopo un altro anno in Francia tornò infine in Germania, vestendo la maglia del Bayer Leverkusen: con i rossoneri raggiunse la semifinale della Coppa UEFA 1994-1995, segnando altre 26 reti in Bundesliga prima di abbandonare il calcio giocato nel 1996.

#### Nazionale
Esordì con la maglia della Germania Ovest il 17 novembre 1982, in occasione di una gara con l'Irlanda del Nord valida per le qualificazioni al campionato d'Europa 1984; qui giocò poi tutte le 3 partite, in particolare segnò una doppietta nell'unica vittoria dei tedeschi, quella contro la Romania per 2-1. Volò poi in Messico per disputare il campionato del mondo 1986, saltando solo l'incontro dei quarti e segnando 2 gol, uno nel successo 2-1 al primo turno contro la Scozia, l'altro nella vittoria 2-0 in semifinale con la Francia. Fu in campo anche contro l'Argentina nella successiva finale di Città del Messico, che riportò provvisoriamente in parità all'81'; appena tre minuti più tardi i sudamericani riuscirono però a segnare il decisivo 3-2 che consegnò loro il titolo.

Völler e Matthäus esultano con la maglia della, nel corso del vittorioso.

Dopo essere sceso in campo in tutti gli incontri del campionato d'Europa 1988 ospitato in patria, nel quale realizzò le due reti che sconfissero la Spagna nella prima fase, venne convocato anche per il campionato del mondo 1990, che si svolse in Italia. Qui realizzò 3 gol, tutti nelle due partite iniziali, uno contro la Jugoslavia e gli altri due agli Emirati Arabi Uniti. Nell'ottavo di finale vinto contro i Paesi Bassi fu invece vittima di uno sputo di Frank Rijkaard: vennero entrambi espulsi, quindi il tedesco saltò nuovamente i quarti di finale. Fu però in campo nelle due gare seguenti, in particolare nella finale di Roma, ancora contro l'Argentina; questa volta, però, il risultato arrise ai tedeschi (1-0) e Völler, al tempo un calciatore romanista, ebbe perciò la soddisfazione di sollevare la Coppa del Mondo nel "suo" stadio, dichiarando in seguito: «era come un sogno diventato realtà».
Partecipò in seguito al campionato d'Europa 1992, la prima manifestazione internazionale dopo la riunificazione tedesca, venendo schierato solo contro la Comunità degli Stati Indipendenti. Disputò infine l'ultima gara in nazionale il 10 luglio 1994 durante il campionato del mondo 1994, nel quarto di finale perso per 2-1 contro la Bulgaria; per il passaggio del turno precedente, era però stata decisiva la sua doppietta nella vittoria 3-2 contro il Belgio.
In dodici anni giocò complessivamente 90 volte in nazionale, segnando 47 reti e piazzandosi — all'epoca — al secondo posto della classifica dei migliori marcatori della Mannschaft: meglio di lui aveva fatto solo Gerd Müller con 68 gol e, se si considera anche la Germania Est, Joachim Streich con 56 reti; in seguito il suo numero di segnature sarà prima eguagliato da Jürgen Klinsmann e poi superato da Miroslav Klose.

### Allenatore e dirigente

#### Bayer Leverkusen
Terminata l'attività agonistica, il 1º luglio 1996 divenne direttore sportivo del Bayer Leverkusen, carica che mantenne fino al 30 giugno 2000. Iniziò nello stesso anno la sua carriera in panchina: benché ancora sprovvisto del patentino da allenatore, dal 21 ottobre al 13 novembre gli fu temporaneamente affidata la guida della squadra rossonera, nel lasso di tempo tra l'esonero di Christoph Daum e l'arrivo di Berti Vogts.

#### Nazionale tedesca
Il 2 luglio 2000 fu ingaggiato dalla federazione calcistica tedesca (DFB), che era alla ricerca di un nuovo commissario tecnico dopo il pessimo campionato europeo giocato dalla nazionale teutonica, eliminata al primo turno.
Inizialmente chiamato come semplice traghettatore, Völler venne confermato in pianta stabile fino al campionato del mondo 2002 poiché nel frattempo il selezionatore designato, Christoph Daum del Bayer Leverkusen, ebbe problemi di droga e perse così l'occasione di sedere sulla panchina della nazionale. Nel mondiale asiatico la Germania guidata da Völler riuscì a raggiungere la finale di Yokohama: pur cedendo al Brasile, che vinse 2-0 con due gol di Ronaldo, Völler divenne la terza persona, dopo Mário Zagallo e Franz Beckenbauer, ad avere raggiunto la finale iridata sia da giocatore sia da allenatore. In seguito la federazione tedesca rinnovò la fiducia al commissario tecnico, che fu al comando anche nel campionato d'Europa 2004: la Germania non riuscì però a passare neppure la prima fase, e tornò a casa dopo sole tre partite (1-1 con i Paesi Bassi, 0-0 con la Lettonia e 1-2 con la Rep. Ceca); in seguito all'insuccesso, Völler si dimise il 24 giugno 2004.

#### Roma, i ritorni a Leverkusen e in nazionale
Il 30 agosto 2004 fu messo sotto contratto dalla Roma, che cercava con urgenza un nuovo allenatore dopo le improvvise dimissioni di Cesare Prandelli. L'avventura del tecnico tedesco fu tuttavia molto breve: Völler si dimise il successivo 26 settembre, dopo quattro partite di campionato, a seguito degli scarsi risultati ottenuti.
Il 18 gennaio 2005 tornò al Bayer Leverkusen come direttore sportivo; dal 16 settembre al 9 ottobre dello stesso anno gli fu inoltre affidata per la seconda volta la guida ad interim della squadra, in sostituzione di Klaus Augenthaler. Il 1º luglio 2018 fu nominato direttore esecutivo del club. Lasciò il ruolo a Simon Rolfes nel 2022, per divenire dal 1º luglio seguente membro del comitato azionista oltreché ambasciatore del club.
Dopo la débâcle della nazionale tedesca al campionato del mondo 2022, il 13 dicembre entrò a far parte, con Karl-Heinz Rummenigge, Oliver Kahn, Matthias Sammer e Oliver Mintzlaff, del pool istituito dalla federazione calcistica tedesca (DFB) onde seguire il processo di ricostruzione della squadra. Il 1º febbraio 2023 ritornò ufficialmente in seno alla DFB col ruolo di direttore della nazionale, in sostituzione del dimissionario Oliver Bierhoff. Lo stesso anno, dopo l'esonero di Hans-Dieter Flick, Völler riassunse ad interim l'incarico di selezionatore per l'amichevole del 12 settembre contro la Francia, vinta per 2-1; quindi nei giorni seguenti affidò la panchina al nuovo commissario tecnico Julian Nagelsmann.

## Statistiche

### Presenze e reti nei club
| Stagione                   | Squadra                    | Campionato                 | Campionato | Campionato | Coppe nazionali | Coppe nazionali | Coppe nazionali | Coppe continentali | Coppe continentali | Coppe continentali | Altre coppe | Altre coppe | Altre coppe | Totale | Totale |
| Stagione                   | Squadra                    | Comp                       | Pres       | Reti       | Comp            | Pres            | Reti            | Comp               | Pres               | Reti               | Comp        | Pres        | Reti        | Pres   | Reti   |
| -------------------------- | -------------------------- | -------------------------- | ---------- | ---------- | --------------- | --------------- | --------------- | ------------------ | ------------------ | ------------------ | ----------- | ----------- | ----------- | ------ | ------ |
| 1977-1978                  | Kickers Offenbach          | 2B                         | 6          | 1          |                 | -               | -               |                    | -                  | -                  |             | -           | -           | 6      | 1      |
| 1978-1979                  | Kickers Offenbach          | 2B                         | 29         | 11         |                 | 1               | 2               |                    | -                  | -                  |             | -           | -           | 30     | 13     |
| 1979-1980                  | Kickers Offenbach          | 2B                         | 38         | 7          | CG              | 5               | 2               |                    | -                  | -                  |             | -           | -           | 43     | 9      |
| Totale Kickers Offenbach   | Totale Kickers Offenbach   | Totale Kickers Offenbach   | 73         | 19         |                 | 6               | 4               |                    | -                  | -                  |             | -           | -           | 79     | 23     |
| 1980-1981                  | Monaco 1860                | BL                         | 33         | 9          | CG              | 2               | 1               |                    | -                  | -                  |             | -           | -           | 35     | 10     |
| 1981-1982                  | Monaco 1860                | 2B                         | 37         | 37         | CG              | 2               | 2               |                    | -                  | -                  | -           | -           | -           | 39     | 39     |
| Totale Monaco              | Totale Monaco              | Totale Monaco              | 70         | 46         |                 | 3               | 2               |                    | -                  | -                  |             | -           | -           | 74     | 49     |
| 1982-1983                  | Werder Brema               | BL                         | 31         | 23         | CG              | 1               | 2               | Int.+CU            | 4+4                | 6+5                |             | -           | -           | 40     | 36     |
| 1983-1984                  | Werder Brema               | BL                         | 31         | 18         | CG              | 4               | 1               | Int.+CU            | 5+4                | 2+0                | -           | -           | -           | 44     | 21     |
| 1984-1985                  | Werder Brema               | BL                         | 32         | 25         | CG              | 4               | 1               | CU                 | 2                  | 0                  |             | -           | -           | 38     | 26     |
| 1985-1986                  | Werder Brema               | BL                         | 13         | 9          | CG              | 1               | 1               | Int.+CU            | 5+1                | 4+0                | -           | -           | -           | 20     | 14     |
| 1986-1987                  | Werder Brema               | BL                         | 30         | 22         | CG              | 1               | 0               | CU                 | 1                  | 0                  | -           | -           | -           | 32     | 22     |
| Totale Werder Brema        | Totale Werder Brema        | Totale Werder Brema        | 137        | 97         |                 | 11              | 5               |                    | 26                 | 17                 |             | -           | -           | 174    | 119    |
| 1987-1988                  | Roma                       | A                          | 21         | 3          | CI              | 7               | 2               |                    | -                  | -                  |             | -           | -           | 28     | 5      |
| 1988-1989                  | Roma                       | A                          | 29+1       | 10+0       | CI              | 7               | 3               | CU                 | 6                  | 2                  |             | -           | -           | 43     | 15     |
| 1989-1990                  | Roma                       | A                          | 32         | 14         | CI              | 6               | 2               |                    | -                  | -                  |             | -           | -           | 38     | 16     |
| 1990-1991                  | Roma                       | A                          | 30         | 11         | CI              | 10              | 4               | CU                 | 12                 | 10                 |             | -           | -           | 52     | 25     |
| 1991-1992                  | Roma                       | A                          | 30         | 7          | CI              | 2               | 0               | CdC                | 4                  | 0                  | SI          | 1           | 0           | 37     | 7      |
| Totale Roma                | Totale Roma                | Totale Roma                | 143        | 45         |                 | 32              | 11              |                    | 22                 | 12                 |             | 1           | 0           | 198    | 68     |
| 1992-1993                  | Olympique Marsiglia        | D1                         | 33         | 18         | CF              | 3               | 2               | UCL                | 8                  | 2                  |             | -           | -           | 44     | 22     |
| 1993-1994                  | Olympique Marsiglia        | D1                         | 25         | 6          | CF              | 4               | 0               |                    | -                  | -                  |             | -           | -           | 29     | 6      |
| Totale Olympique Marsiglia | Totale Olympique Marsiglia | Totale Olympique Marsiglia | 58         | 24         |                 | 7               | 2               |                    | 8                  | 2                  |             | -           | -           | 73     | 28     |
| 1994-1995                  | Bayer Leverkusen           | BL                         | 30         | 16         | CG              | 1               | 0               | CU                 | 3                  | 0                  |             | -           | -           | 34     | 16     |
| 1995-1996                  | Bayer Leverkusen           | BL                         | 32         | 10         | CG              | 5               | 2               | Int.               | 4                  | 3                  |             | -           | -           | 41     | 15     |
| Totale Bayer Leverkusen    | Totale Bayer Leverkusen    | Totale Bayer Leverkusen    | 62         | 26         |                 | 6               | 2               |                    | 5                  | 2                  |             | -           | -           | 75     | 31     |
| Totale carriera            | Totale carriera            | Totale carriera            | 543        | 257        |                 | 64              | 24              |                    | 61                 | 33                 |             | 1           | 0           | 673    | 318    |

### Cronologia presenze e reti in nazionale
| Cronologia completa delle presenze e delle reti in nazionale ― Germania | Cronologia completa delle presenze e delle reti in nazionale ― Germania | Cronologia completa delle presenze e delle reti in nazionale ― Germania | Cronologia completa delle presenze e delle reti in nazionale ― Germania | Cronologia completa delle presenze e delle reti in nazionale ― Germania | Cronologia completa delle presenze e delle reti in nazionale ― Germania | Cronologia completa delle presenze e delle reti in nazionale ― Germania | Cronologia completa delle presenze e delle reti in nazionale ― Germania |
| Data                                                                    | Città                                                                   | In casa                                                                 | Risultato                                                               | Ospiti                                                                  | Competizione                                                            | Reti                                                                    | Note                                                                    |
| ----------------------------------------------------------------------- | ----------------------------------------------------------------------- | ----------------------------------------------------------------------- | ----------------------------------------------------------------------- | ----------------------------------------------------------------------- | ----------------------------------------------------------------------- | ----------------------------------------------------------------------- | ----------------------------------------------------------------------- |
| 17-11-1982                                                              | Belfast                                                                 | Irlanda del Nord                                                        | 1 – 0                                                                   | Germania Ovest                                                          | Qual. Euro 1984                                                         | -                                                                       |                                                                         |
| 23-2-1983                                                               | Lisbona                                                                 | Portogallo                                                              | 1 – 0                                                                   | Germania Ovest                                                          | Amichevole                                                              | -                                                                       |                                                                         |
| 30-3-1983                                                               | Tirana                                                                  | Albania                                                                 | 1 – 2                                                                   | Germania Ovest                                                          | Qual. Euro 1984                                                         | 1                                                                       |                                                                         |
| 23-4-1983                                                               | Smirne                                                                  | Turchia                                                                 | 0 – 3                                                                   | Germania Ovest                                                          | Qual. Euro 1984                                                         | -                                                                       |                                                                         |
| 27-4-1983                                                               | Vienna                                                                  | Austria                                                                 | 0 – 0                                                                   | Germania Ovest                                                          | Qual. Euro 1984                                                         | -                                                                       |                                                                         |
| 7-6-1983                                                                | Lussemburgo                                                             | Germania Ovest                                                          | 4 – 2                                                                   | Jugoslavia                                                              | Amichevole                                                              | -                                                                       |                                                                         |
| 7-9-1983                                                                | Budapest                                                                | Ungheria                                                                | 1 – 1                                                                   | Germania Ovest                                                          | Amichevole                                                              | 1                                                                       |                                                                         |
| 5-10-1983                                                               | Gelsenkirchen                                                           | Germania Ovest                                                          | 3 – 0                                                                   | Austria                                                                 | Qual. Euro 1984                                                         | 2                                                                       |                                                                         |
| 26-10-1983                                                              | Berlino Ovest                                                           | Germania Ovest                                                          | 5 – 1                                                                   | Turchia                                                                 | Qual. Euro 1984                                                         | 2                                                                       |                                                                         |
| 20-11-1983                                                              | Saarbrücken                                                             | Germania Ovest                                                          | 2 – 1                                                                   | Albania                                                                 | Qual. Euro 1984                                                         | -                                                                       |                                                                         |
| 15-2-1984                                                               | Varna                                                                   | Germania Ovest                                                          | 3 – 2                                                                   | Bulgaria                                                                | Amichevole                                                              | 1                                                                       |                                                                         |
| 29-2-1984                                                               | Bruxelles                                                               | Belgio                                                                  | 0 – 1                                                                   | Germania Ovest                                                          | Amichevole                                                              | 1                                                                       |                                                                         |
| 28-3-1984                                                               | Hannover                                                                | Germania Ovest                                                          | 2 – 1                                                                   | Unione Sovietica                                                        | Amichevole                                                              | 1                                                                       |                                                                         |
| 18-4-1984                                                               | Strasburgo                                                              | Germania Ovest                                                          | 0 – 1                                                                   | Francia                                                                 | Amichevole                                                              | -                                                                       |                                                                         |
| 22-5-1984                                                               | Zurigo                                                                  | Italia                                                                  | 0 – 1                                                                   | Germania Ovest                                                          | Amichevole                                                              | -                                                                       |                                                                         |
| 14-6-1984                                                               | Strasburgo                                                              | Germania Ovest                                                          | 0 – 0                                                                   | Portogallo                                                              | Euro 1984 - 1º turno                                                    | -                                                                       |                                                                         |
| 17-6-1984                                                               | Lens                                                                    | Germania Ovest                                                          | 2 – 1                                                                   | Romania                                                                 | Euro 1984 - 1º turno                                                    | 2                                                                       |                                                                         |
| 20-6-1984                                                               | Parigi                                                                  | Spagna                                                                  | 1 – 0                                                                   | Germania Ovest                                                          | Euro 1984 - 1º turno                                                    | -                                                                       |                                                                         |
| 12-9-1984                                                               | Düsseldorf                                                              | Germania Ovest                                                          | 1 – 3                                                                   | Argentina                                                               | Amichevole                                                              | -                                                                       |                                                                         |
| 17-10-1984                                                              | Colonia                                                                 | Germania Ovest                                                          | 2 – 0                                                                   | Svezia                                                                  | Qual. Mondiali 1986                                                     | -                                                                       |                                                                         |
| 16-12-1984                                                              | Ta' Qali                                                                | Malta                                                                   | 2 – 3                                                                   | Germania Ovest                                                          | Qual. Mondiali 1986                                                     | -                                                                       |                                                                         |
| 29-1-1985                                                               | Amburgo                                                                 | Germania Ovest                                                          | 0 – 1                                                                   | Ungheria                                                                | Amichevole                                                              | -                                                                       |                                                                         |
| 24-2-1985                                                               | Lisbona                                                                 | Portogallo                                                              | 1 – 2                                                                   | Germania Ovest                                                          | Qual. Mondiali 1986                                                     | 1                                                                       |                                                                         |
| 27-3-1985                                                               | Saarbrücken                                                             | Germania Ovest                                                          | 6 – 0                                                                   | Malta                                                                   | Qual. Mondiali 1986                                                     | -                                                                       |                                                                         |
| 17-4-1985                                                               | Augusta                                                                 | Germania Ovest                                                          | 4 – 1                                                                   | Bulgaria                                                                | Amichevole                                                              | 2                                                                       |                                                                         |
| 30-4-1985                                                               | Praga                                                                   | Cecoslovacchia                                                          | 1 – 5                                                                   | Germania Ovest                                                          | Qual. Mondiali 1986                                                     | -                                                                       |                                                                         |
| 15-6-1985                                                               | Città del Messico                                                       | Messico                                                                 | 2 – 0                                                                   | Germania Ovest                                                          | Amichevole                                                              | -                                                                       |                                                                         |
| 28-8-1985                                                               | Mosca                                                                   | Unione Sovietica                                                        | 1 – 0                                                                   | Germania Ovest                                                          | Amichevole                                                              | -                                                                       |                                                                         |
| 25-9-1985                                                               | Stoccolma                                                               | Svezia                                                                  | 2 – 2                                                                   | Germania Ovest                                                          | Qual. Mondiali 1986                                                     | 1                                                                       |                                                                         |
| 11-5-1986                                                               | Bochum                                                                  | Germania Ovest                                                          | 1 – 1                                                                   | Jugoslavia                                                              | Amichevole                                                              | 1                                                                       |                                                                         |
| 14-5-1986                                                               | Dortmund                                                                | Germania Ovest                                                          | 3 – 1                                                                   | Paesi Bassi                                                             | Amichevole                                                              | 2                                                                       |                                                                         |
| 4-6-1986                                                                | Querétaro                                                               | Uruguay                                                                 | 1 – 1                                                                   | Germania Ovest                                                          | Mondiali 1986 - 1º turno                                                | -                                                                       |                                                                         |
| 6-6-1986                                                                | Querétaro                                                               | Germania Ovest                                                          | 2 – 1                                                                   | Scozia                                                                  | Mondiali 1986 - 1º turno                                                | 1                                                                       |                                                                         |
| 13-6-1986                                                               | Querétaro                                                               | Danimarca                                                               | 2 – 0                                                                   | Germania Ovest                                                          | Mondiali 1986 - 1º turno                                                | -                                                                       |                                                                         |
| 17-6-1986                                                               | Monterrey                                                               | Germania Ovest                                                          | 1 – 0                                                                   | Marocco                                                                 | Mondiali 1986 - Ottavi di finale                                        | -                                                                       |                                                                         |
| 25-6-1986                                                               | Guadalajara                                                             | Germania Ovest                                                          | 2 – 0                                                                   | Francia                                                                 | Mondiali 1986 - Semifinale                                              | 1                                                                       |                                                                         |
| 29-6-1986                                                               | Città del Messico                                                       | Argentina                                                               | 3 – 2                                                                   | Germania Ovest                                                          | Mondiali 1986 - Finale                                                  | 1                                                                       |                                                                         |
| 24-9-1986                                                               | Copenaghen                                                              | Danimarca                                                               | 0 – 2                                                                   | Germania Ovest                                                          | Amichevole                                                              | -                                                                       |                                                                         |
| 29-10-1986                                                              | Vienna                                                                  | Austria                                                                 | 1 – 4                                                                   | Germania Ovest                                                          | Amichevole                                                              | 1                                                                       |                                                                         |
| 25-3-1987                                                               | Tel Aviv                                                                | Israele                                                                 | 0 – 2                                                                   | Germania Ovest                                                          | Amichevole                                                              | -                                                                       |                                                                         |
| 18-4-1987                                                               | Colonia                                                                 | Germania Ovest                                                          | 0 – 0                                                                   | Italia                                                                  | Amichevole                                                              | -                                                                       |                                                                         |
| 12-8-1987                                                               | Berlino Ovest                                                           | Germania Ovest                                                          | 2 – 1                                                                   | Francia                                                                 | Amichevole                                                              | 2                                                                       |                                                                         |
| 9-9-1987                                                                | Düsseldorf                                                              | Germania Ovest                                                          | 3 – 1                                                                   | Inghilterra                                                             | Amichevole                                                              | -                                                                       |                                                                         |
| 23-9-1987                                                               | Amburgo                                                                 | Germania Ovest                                                          | 1 – 0                                                                   | Danimarca                                                               | Amichevole                                                              | 1                                                                       |                                                                         |
| 14-10-1987                                                              | Gelsenkirchen                                                           | Germania Ovest                                                          | 1 – 1                                                                   | Svezia                                                                  | Amichevole                                                              | -                                                                       |                                                                         |
| 31-3-1988                                                               | Berlino Ovest                                                           | Germania Ovest                                                          | 1 – 1 dts (2 – 4 dtr)                                                   | Svezia                                                                  | Amichevole                                                              | 1                                                                       |                                                                         |
| 2-4-1988                                                                | Berlino Ovest                                                           | Germania Ovest                                                          | 1 – 0                                                                   | Argentina                                                               | Amichevole                                                              | -                                                                       |                                                                         |
| 27-4-1988                                                               | Kaiserslautern                                                          | Germania Ovest                                                          | 1 – 0                                                                   | Svizzera                                                                | Amichevole                                                              | -                                                                       |                                                                         |
| 4-6-1988                                                                | Brema                                                                   | Germania Ovest                                                          | 1 – 1                                                                   | Jugoslavia                                                              | Amichevole                                                              | -                                                                       |                                                                         |
| 10-6-1988                                                               | Düsseldorf                                                              | Germania Ovest                                                          | 1 – 1                                                                   | Italia                                                                  | Euro 1988 - 1º turno                                                    | -                                                                       |                                                                         |
| 14-6-1988                                                               | Gelsenkirchen                                                           | Germania Ovest                                                          | 2 – 0                                                                   | Danimarca                                                               | Euro 1988 - 1º turno                                                    | -                                                                       |                                                                         |
| 17-6-1988                                                               | Monaco di Baviera                                                       | Germania Ovest                                                          | 2 – 0                                                                   | Spagna                                                                  | Euro 1988 - 1º turno                                                    | 2                                                                       |                                                                         |
| 21-6-1988                                                               | Amburgo                                                                 | Germania Ovest                                                          | 1 – 2                                                                   | Paesi Bassi                                                             | Euro 1988 - Semifinale                                                  | -                                                                       |                                                                         |
| 31-8-1988                                                               | Helsinki                                                                | Finlandia                                                               | 0 – 4                                                                   | Germania Ovest                                                          | Qual. Mondiali 1990                                                     | 2                                                                       |                                                                         |
| 19-10-1988                                                              | Monaco di Baviera                                                       | Germania Ovest                                                          | 0 – 0                                                                   | Paesi Bassi                                                             | Qual. Mondiali 1990                                                     | -                                                                       |                                                                         |
| 22-3-1989                                                               | Sofia                                                                   | Bulgaria                                                                | 1 – 2                                                                   | Germania Ovest                                                          | Amichevole                                                              | 1                                                                       |                                                                         |
| 26-4-1989                                                               | Rotterdam                                                               | Paesi Bassi                                                             | 1 – 1                                                                   | Germania Ovest                                                          | Qual. Mondiali 1990                                                     | -                                                                       |                                                                         |
| 31-5-1989                                                               | Cardiff                                                                 | Galles                                                                  | 0 – 0                                                                   | Germania Ovest                                                          | Qual. Mondiali 1990                                                     | -                                                                       | cap.                                                                    |
| 4-10-1989                                                               | Dortmund                                                                | Germania Ovest                                                          | 6 – 1                                                                   | Finlandia                                                               | Qual. Mondiali 1990                                                     | 1                                                                       |                                                                         |
| 25-4-1990                                                               | Stoccarda                                                               | Germania Ovest                                                          | 3 – 3                                                                   | Uruguay                                                                 | Amichevole                                                              | 1                                                                       |                                                                         |
| 26-5-1990                                                               | Düsseldorf                                                              | Germania Ovest                                                          | 1 – 0                                                                   | Cecoslovacchia                                                          | Amichevole                                                              | -                                                                       |                                                                         |
| 30-5-1990                                                               | Gelsenkirchen                                                           | Germania Ovest                                                          | 1 – 0                                                                   | Danimarca                                                               | Amichevole                                                              | 1                                                                       |                                                                         |
| 10-6-1990                                                               | Milano                                                                  | Jugoslavia                                                              | 1 – 4                                                                   | Germania Ovest                                                          | Mondiali 1990 - 1º turno                                                | 1                                                                       |                                                                         |
| 15-6-1990                                                               | Milano                                                                  | Germania Ovest                                                          | 5 – 1                                                                   | Emirati Arabi Uniti                                                     | Mondiali 1990 - 1º turno                                                | 2                                                                       |                                                                         |
| 19-6-1990                                                               | Milano                                                                  | Colombia                                                                | 1 – 1                                                                   | Germania Ovest                                                          | Mondiali 1990 - 1º turno                                                | -                                                                       |                                                                         |
| 24-6-1990                                                               | Milano                                                                  | Germania Ovest                                                          | 2 – 1                                                                   | Paesi Bassi                                                             | Mondiali 1990 - Ottavi di finale                                        | -                                                                       |                                                                         |
| 4-7-1990                                                                | Torino                                                                  | Germania Ovest                                                          | 1 – 1 dts (4 - 3 dtr)                                                   | Inghilterra                                                             | Mondiali 1990 - Semifinale                                              | -                                                                       |                                                                         |
| 8-7-1990                                                                | Roma                                                                    | Germania Ovest                                                          | 1 – 0                                                                   | Argentina                                                               | Mondiali 1990 - Finale                                                  | -                                                                       |                                                                         |
| 29-8-1990                                                               | Lisbona                                                                 | Portogallo                                                              | 1 – 1                                                                   | Germania Ovest                                                          | Amichevole                                                              | -                                                                       |                                                                         |
| 10-10-1990                                                              | Stoccolma                                                               | Svezia                                                                  | 1 – 3                                                                   | Germania                                                                | Amichevole                                                              | 1                                                                       |                                                                         |
| 31-10-1990                                                              | Lussemburgo                                                             | Lussemburgo                                                             | 2 – 3                                                                   | Germania                                                                | Qual. Euro 1992                                                         | 1                                                                       |                                                                         |
| 19-12-1990                                                              | Stoccarda                                                               | Germania                                                                | 4 – 0                                                                   | Svizzera                                                                | Amichevole                                                              | 1                                                                       |                                                                         |
| 27-3-1991                                                               | Francoforte sul Meno                                                    | Germania                                                                | 2 – 1                                                                   | Unione Sovietica                                                        | Amichevole                                                              | -                                                                       |                                                                         |
| 1-5-1991                                                                | Hannover                                                                | Germania                                                                | 1 – 0                                                                   | Belgio                                                                  | Qual. Euro 1992                                                         | -                                                                       |                                                                         |
| 5-6-1991                                                                | Cardiff                                                                 | Galles                                                                  | 1 – 0                                                                   | Germania                                                                | Qual. Euro 1992                                                         | -                                                                       |                                                                         |
| 16-10-1991                                                              | Norimberga                                                              | Germania                                                                | 4 – 1                                                                   | Galles                                                                  | Qual. Euro 1992                                                         | 1                                                                       |                                                                         |
| 20-11-1991                                                              | Bruxelles                                                               | Belgio                                                                  | 0 – 1                                                                   | Germania                                                                | Qual. Euro 1992                                                         | 1                                                                       |                                                                         |
| 18-12-1991                                                              | Leverkusen                                                              | Germania                                                                | 4 – 0                                                                   | Lussemburgo                                                             | Qual. Euro 1992                                                         | -                                                                       |                                                                         |
| 25-3-1992                                                               | Torino                                                                  | Italia                                                                  | 1 – 0                                                                   | Germania                                                                | Amichevole                                                              | -                                                                       |                                                                         |
| 22-4-1992                                                               | Praga                                                                   | Cecoslovacchia                                                          | 1 – 1                                                                   | Germania                                                                | Amichevole                                                              | -                                                                       | cap.                                                                    |
| 30-5-1992                                                               | Gelsenkirchen                                                           | Germania                                                                | 1 – 0                                                                   | Turchia                                                                 | Amichevole                                                              | 1                                                                       | cap.                                                                    |
| 2-6-1992                                                                | Brema                                                                   | Germania                                                                | 1 – 1                                                                   | Irlanda del Nord                                                        | Amichevole                                                              | -                                                                       | cap.                                                                    |
| 12-6-1992                                                               | Norrköping                                                              | Comunità degli Stati Indipendenti                                       | 1 – 1                                                                   | Germania                                                                | Euro 1992 - 1º turno                                                    | -                                                                       | cap.                                                                    |
| 14-10-1992                                                              | Dresda                                                                  | Germania                                                                | 1 – 1                                                                   | Messico                                                                 | Amichevole                                                              | 1                                                                       |                                                                         |
| 29-5-1994                                                               | Hannover                                                                | Germania                                                                | 0 – 2                                                                   | Irlanda                                                                 | Amichevole                                                              | -                                                                       |                                                                         |
| 8-6-1994                                                                | Toronto                                                                 | Canada                                                                  | 0 – 2                                                                   | Germania                                                                | Amichevole                                                              | 1                                                                       |                                                                         |
| 21-6-1994                                                               | Chicago                                                                 | Spagna                                                                  | 1 – 1                                                                   | Germania                                                                | Mondiali 1994 - 1º turno                                                | -                                                                       |                                                                         |
| 2-7-1994                                                                | Chicago                                                                 | Germania                                                                | 3 – 2                                                                   | Belgio                                                                  | Mondiali 1994 - Ottavi di finale                                        | 2                                                                       |                                                                         |
| 10-7-1994                                                               | New York                                                                | Bulgaria                                                                | 2 – 1                                                                   | Germania                                                                | Mondiali 1994 - Quarti di finale                                        | -                                                                       |                                                                         |
| Totale                                                                  |                                                                         | Presenze (13º posto)                                                    | 90                                                                      |                                                                         | Reti (4º posto)                                                         | 47                                                                      |                                                                         |

### Statistiche da allenatore

#### Club
| Stagione                | Squadra                 | Campionato              | Campionato | Campionato | Campionato | Campionato | Coppe nazionali | Coppe nazionali | Coppe nazionali | Coppe nazionali | Coppe nazionali | Coppe continentali | Coppe continentali | Coppe continentali | Coppe continentali | Coppe continentali | Altre coppe | Altre coppe | Altre coppe | Altre coppe | Altre coppe | Totale | Totale | Totale | Totale | % Vittorie | Piazzamento   |
| Stagione                | Squadra                 | Comp                    | G          | V          | N          | P          | Comp            | G               | V               | N               | P               | Comp               | G                  | V                  | N                  | P                  | Comp        | G           | V           | N           | P           | G      | V      | N      | P      | %          | Piazzamento   |
| ----------------------- | ----------------------- | ----------------------- | ---------- | ---------- | ---------- | ---------- | --------------- | --------------- | --------------- | --------------- | --------------- | ------------------ | ------------------ | ------------------ | ------------------ | ------------------ | ----------- | ----------- | ----------- | ----------- | ----------- | ------ | ------ | ------ | ------ | ---------- | ------------- |
| ott.-nov. 2000          | Bayer Leverkusen        | BL                      | 4          | 3          | 1          | 0          | CG              | 1               | 1               | 0               | 0               | UCL                | 2                  | 1                  | 1                  | 0                  | -           | -           | -           | -           | -           | 7      | 5      | 2      | 0      | 71,43      | Interim       |
| lug.-set. 2004          | Roma                    | A                       | 4          | 1          | 1          | 2          | -               | -               | -               | -               | -               | UCL                | 1                  | 0                  | 0                  | 1                  | -           | -           | -           | -           | -           | 5      | 1      | 1      | 3      | 20,00      | Sub., Dimiss. |
| set.-ott. 2005          | Bayer Leverkusen        | BL                      | 4          | 2          | 1          | 1          | CG              | -               | -               | -               | -               | CU                 | 1                  | 0                  | 0                  | 1                  | -           | -           | -           | -           | -           | 5      | 2      | 1      | 2      | 40,00      | Interim       |
| Totale Bayer Leverkusen | Totale Bayer Leverkusen | Totale Bayer Leverkusen | 8          | 5          | 2          | 1          |                 | 1               | 1               | 0               | 0               |                    | 3                  | 1                  | 1                  | 1                  |             | -           | -           | -           | -           | 12     | 7      | 3      | 2      | 58,33      |               |
| Totale carriera         | Totale carriera         | Totale carriera         | 12         | 6          | 3          | 3          |                 | 1               | 1               | 0               | 0               |                    | 4                  | 1                  | 1                  | 2                  |             | -           | -           | -           | -           | 17     | 8      | 4      | 5      | 47,06      |               |

#### Nazionale

##### Nazionale tedesca
| Squadra  | Naz                 | dal               | al                | Record | Record | Record | Record | Record | Record | Record | Record     |
| Squadra  | Naz                 | dal               | al                | G      | V      | N      | P      | GF     | GS     | DR     | % Vittorie |
| -------- | ------------------- | ----------------- | ----------------- | ------ | ------ | ------ | ------ | ------ | ------ | ------ | ---------- |
| Germania | Germania (bandiera) | 16 agosto 2000    | 23 giugno 2004    | 53     | 29     | 11     | 13     | 109    | 57     | +52    | 54,72      |
| Germania | Germania (bandiera) | 10 settembre 2023 | 22 settembre 2023 | 1      | 1      | 0      | 0      | 2      | 1      | +1     | 100,00&    |
| Totale   | Totale              | Totale            | Totale            | 54     | 30     | 11     | 13     | 111    | 58     | +53    | 55,56      |

##### Nazionale tedesca 1º mandato nel dettaglio
| 2000-2001                  | Germania                   | Qual. Mondiale 2002        | 2º nel Gruppo 9, qualificato per i Playoff | 8  | 5  | 2  | 1  | 62,50 | 14  | 10 | +4  |
| 2001                       | Germania                   | Qual. Mondiale 2002        | Vincitore, qualificato                     | 2  | 1  | 1  | 0  | 50,00 | 5   | 2  | +3  |
| 2002                       | Germania                   | Mondiale 2002              | Finalista                                  | 7  | 5  | 1  | 1  | 71,43 | 14  | 3  | +11 |
| 2002-2003                  | Germania                   | Qual. Euro 2004            | 1º nel Gruppo 5, qualificato               | 8  | 5  | 3  | 0  | 62,50 | 13  | 4  | +9  |
| 2004                       | Germania                   | Euro 2004                  | 3º nel Gruppo D                            | 3  | 0  | 2  | 1  | &0,00 | 2   | 3  | -1  |
| Dal 2000 al 2004           | Germania                   | Amichevoli                 |                                            | 25 | 13 | 2  | 10 | 52,00 | 61  | 35 | +26 |
| Totale Germania 1º mandato | Totale Germania 1º mandato | Totale Germania 1º mandato | Totale Germania 1º mandato                 | 53 | 29 | 11 | 13 | 54,72 | 109 | 57 | +52 |

##### Panchine da commissario tecnico della nazionale tedesca
| Cronologia completa delle presenze e delle reti in nazionale ― Germania | Cronologia completa delle presenze e delle reti in nazionale ― Germania | Cronologia completa delle presenze e delle reti in nazionale ― Germania | Cronologia completa delle presenze e delle reti in nazionale ― Germania | Cronologia completa delle presenze e delle reti in nazionale ― Germania | Cronologia completa delle presenze e delle reti in nazionale ― Germania | Cronologia completa delle presenze e delle reti in nazionale ― Germania                       | Cronologia completa delle presenze e delle reti in nazionale ― Germania |
| Data                                                                    | Città                                                                   | In casa                                                                 | Risultato                                                               | Ospiti                                                                  | Competizione                                                            | Reti                                                                                          | Note                                                                    |
| ----------------------------------------------------------------------- | ----------------------------------------------------------------------- | ----------------------------------------------------------------------- | ----------------------------------------------------------------------- | ----------------------------------------------------------------------- | ----------------------------------------------------------------------- | --------------------------------------------------------------------------------------------- | ----------------------------------------------------------------------- |
| 16-8-2000                                                               | Hannover                                                                | Germania                                                                | 4 – 1                                                                   | Spagna                                                                  | Amichevole                                                              | 2 Mehmet Scholl 2 Alexander Zickler                                                           | Cap: O.Kahn                                                             |
| 2-9-2000                                                                | Amburgo                                                                 | Germania                                                                | 2 – 0                                                                   | Grecia                                                                  | Qual. Mondiali 2002                                                     | Sebastian Deisler autorete                                                                    | Cap: O.Kahn                                                             |
| 7-10-2000                                                               | Londra                                                                  | Inghilterra                                                             | 0 – 1                                                                   | Germania                                                                | Qual. Mondiali 2002                                                     | Dietmar Hamann                                                                                | Cap: O.Bierhoff                                                         |
| 15-11-2000                                                              | Copenaghen                                                              | Danimarca                                                               | 2 – 1                                                                   | Germania                                                                | Amichevole                                                              | Mehmet Scholl                                                                                 | Cap: O.Bierhoff                                                         |
| 27-2-2001                                                               | Saint-Denis                                                             | Francia                                                                 | 1 – 0                                                                   | Germania                                                                | Amichevole                                                              | -                                                                                             | Cap: O.Kahn                                                             |
| 24-3-2001                                                               | Leverkusen                                                              | Germania                                                                | 2 – 1                                                                   | Albania                                                                 | Qual. Mondiali 2002                                                     | Sebastian Deisler Miroslav Klose                                                              | Cap: O.Bierhoff                                                         |
| 28-3-2001                                                               | Atene                                                                   | Grecia                                                                  | 2 – 4                                                                   | Germania                                                                | Qual. Mondiali 2002                                                     | Marko Rehmer Michael Ballack (rig.) Miroslav Klose Marco Bode                                 | Cap: O.Kahn                                                             |
| 29-5-2001                                                               | Brema                                                                   | Germania                                                                | 2 – 0                                                                   | Slovacchia                                                              | Amichevole                                                              | Gerald Asamoah Frank Baumann                                                                  | Cap: O.Bierhoff                                                         |
| 2-6-2001                                                                | Helsinki                                                                | Finlandia                                                               | 2 – 2                                                                   | Germania                                                                | Qual. Mondiali 2002                                                     | Michael Ballack (rig.) Carsten Jancker                                                        | Cap: O.Kahn                                                             |
| 6-6-2001                                                                | Tirana                                                                  | Albania                                                                 | 0 – 2                                                                   | Germania                                                                | Qual. Mondiali 2002                                                     | Marko Rehmer Michael Ballack                                                                  | Cap: O.Kahn                                                             |
| 15-8-2001                                                               | Budapest                                                                | Ungheria                                                                | 2 – 5                                                                   | Germania                                                                | Amichevole                                                              | Jörg Böhme (rig.) Sebastian Kehl Carsten Jancker Frank Baumann Oliver Bierhoff                | Cap: O.Kahn                                                             |
| 1-9-2001                                                                | Monaco di Baviera                                                       | Germania                                                                | 1 – 5                                                                   | Inghilterra                                                             | Qual. Mondiali 2002                                                     | Carsten Jancker                                                                               | Cap: O.Kahn                                                             |
| 6-10-2001                                                               | Gelsenkirchen                                                           | Germania                                                                | 0 – 0                                                                   | Finlandia                                                               | Qual. Mondiali 2002                                                     | -                                                                                             | Cap: O.Bierhoff                                                         |
| 10-11-2001                                                              | Kiev                                                                    | Ucraina                                                                 | 1 – 1                                                                   | Germania                                                                | Qual. Mondiali 2002                                                     | Michael Ballack                                                                               | Cap: O.Kahn                                                             |
| 14-11-2001                                                              | Dortmund                                                                | Germania                                                                | 4 – 1                                                                   | Ucraina                                                                 | Qual. Mondiali 2002                                                     | 2 Michael Ballack Oliver Neuville Marko Rehmer                                                | Cap: O.Kahn                                                             |
| 13-2-2002                                                               | Kaiserslautern                                                          | Germania                                                                | 7 – 1                                                                   | Israele                                                                 | Amichevole                                                              | 3 Miroslav Klose Dietmar Hamann Oliver Bierhoff Gerald Asamoah Lars Ricken                    | Cap: O.Kahn                                                             |
| 27-3-2002                                                               | Rostock                                                                 | Germania                                                                | 4 – 2                                                                   | Stati Uniti                                                             | Amichevole                                                              | Christian Ziege Oliver Neuville Oliver Bierhoff Torsten Frings                                | Cap: O.Bierhoff                                                         |
| 17-4-2002                                                               | Stoccarda                                                               | Germania                                                                | 0 – 1                                                                   | Argentina                                                               | Amichevole                                                              | -                                                                                             | Cap: J.Nowotny                                                          |
| 9-5-2002                                                                | Friburgo in Brisgovia                                                   | Germania                                                                | 7 – 0                                                                   | Kuwait                                                                  | Amichevole                                                              | Torsten Frings 3 Oliver Bierhoff 1 (rig.) Sebastian Deisler autorete Carsten Jancker          | Cap: O.Kahn                                                             |
| 14-5-2002                                                               | Cardiff                                                                 | Galles                                                                  | 1 – 0                                                                   | Germania                                                                | Amichevole                                                              | -                                                                                             | Cap: O.Kahn                                                             |
| 18-5-2002                                                               | Leverkusen                                                              | Germania                                                                | 6 – 2                                                                   | Austria                                                                 | Amichevole                                                              | 3 Miroslav Klose 2 Marco Bode Daniel Bierofka                                                 | Cap: O.Kahn                                                             |
| 1-6-2002                                                                | Sapporo                                                                 | Germania                                                                | 8 – 0                                                                   | Arabia Saudita                                                          | Mondiali 2002 - 1º Turno                                                | 3 Miroslav Klose Michael Ballack Carsten Jancker Thomas Linke Oliver Bierhoff Bernd Schneider | Cap: O.Kahn                                                             |
| 5-6-2002                                                                | Kashima                                                                 | Germania                                                                | 1 – 1                                                                   | Irlanda                                                                 | Mondiali 2002 - 1º Turno                                                | Miroslav Klose                                                                                | Cap: O.Kahn                                                             |
| 11-6-2002                                                               | Fukuroi                                                                 | Camerun                                                                 | 0 – 2                                                                   | Germania                                                                | Mondiali 2002 - 1º Turno                                                | Marco Bode Miroslav Klose                                                                     | Cap: O.Kahn                                                             |
| 15-6-2002                                                               | Seogwipo                                                                | Germania                                                                | 1 – 0                                                                   | Paraguay                                                                | Mondiali 2002 - Ottavi di finale                                        | Oliver Neuville                                                                               | Cap: O.Kahn                                                             |
| 21-6-2002                                                               | Ulsan                                                                   | Germania                                                                | 1 – 0                                                                   | Stati Uniti                                                             | Mondiali 2002 - Quarti di finale                                        | Michael Ballack                                                                               | Cap: O.Kahn                                                             |
| 25-6-2002                                                               | Seul                                                                    | Germania                                                                | 1 – 0                                                                   | Corea del Sud                                                           | Mondiali 2002 - Semifinale                                              | Michael Ballack                                                                               | Cap: O.Kahn                                                             |
| 30-6-2002                                                               | Yokohama                                                                | Germania                                                                | 0 – 2                                                                   | Brasile                                                                 | Mondiali 2002 - Finale                                                  | -                                                                                             | Cap: O.Kahn                                                             |
| 21-8-2002                                                               | Sofia                                                                   | Bulgaria                                                                | 2 – 2                                                                   | Germania                                                                | Amichevole                                                              | Michael Ballack (rig.) Carsten Jancker                                                        | Cap: J.Jeremies                                                         |
| 7-9-2002                                                                | Kaunas                                                                  | Lituania                                                                | 0 – 2                                                                   | Germania                                                                | Qual. Euro 2004                                                         | Michael Ballack autorete                                                                      | Cap: O.Kahn                                                             |
| 11-10-2002                                                              | Sarajevo                                                                | Bosnia ed Erzegovina                                                    | 1 – 1                                                                   | Germania                                                                | Amichevole                                                              | Carsten Jancker                                                                               | Cap: O.Kahn                                                             |
| 16-10-2002                                                              | Hannover                                                                | Germania                                                                | 2 – 1                                                                   | Fær Øer                                                                 | Qual. Euro 2004                                                         | Michael Ballack (rig.) Miroslav Klose                                                         | Cap: O.Kahn                                                             |
| 20-11-2002                                                              | Gelsenkirchen                                                           | Germania                                                                | 1 – 3                                                                   | Paesi Bassi                                                             | Amichevole                                                              | Fredi Bobic                                                                                   | Cap: O.Kahn                                                             |
| 12-2-2003                                                               | Palma di Maiorca                                                        | Spagna                                                                  | 3 – 1                                                                   | Germania                                                                | Amichevole                                                              | Fredi Bobic                                                                                   | Cap: O.Kahn                                                             |
| 29-3-2003                                                               | Norimberga                                                              | Germania                                                                | 1 – 1                                                                   | Lituania                                                                | Qual. Euro 2004                                                         | Carsten Ramelow                                                                               | Cap: O.Kahn                                                             |
| 30-4-2003                                                               | Brema                                                                   | Germania                                                                | 1 – 0                                                                   | Serbia e Montenegro                                                     | Amichevole                                                              | Sebastian Kehl                                                                                | Cap: C.Worns                                                            |
| 1-6-2003                                                                | Wolfsburg                                                               | Germania                                                                | 4 – 1                                                                   | Canada                                                                  | Amichevole                                                              | Carsten Ramelow Paul Freier Fredi Bobic Tobias Rau                                            | Cap: C.Worns                                                            |
| 7-6-2003                                                                | Glasgow                                                                 | Scozia                                                                  | 1 – 1                                                                   | Germania                                                                | Qual. Euro 2004                                                         | Fredi Bobic                                                                                   | Cap: O.Kahn                                                             |
| 11-6-2003                                                               | Tórshavn                                                                | Fær Øer                                                                 | 0 – 2                                                                   | Germania                                                                | Qual. Euro 2004                                                         | Miroslav Klose Fredi Bobic                                                                    | Cap: O.Kahn                                                             |
| 20-8-2003                                                               | Stoccarda                                                               | Germania                                                                | 0 – 1                                                                   | Italia                                                                  | Amichevole                                                              | -                                                                                             | Cap: O.Kahn                                                             |
| 6-9-2003                                                                | Reykjavík                                                               | Islanda                                                                 | 0 – 0                                                                   | Germania                                                                | Qual. Euro 2004                                                         | -                                                                                             | Cap: O.Kahn                                                             |
| 10-9-2003                                                               | Dortmund                                                                | Germania                                                                | 2 – 1                                                                   | Scozia                                                                  | Qual. Euro 2004                                                         | Fredi Bobic Michael Ballack (rig.)                                                            | Cap: O.Kahn                                                             |
| 11-10-2003                                                              | Amburgo                                                                 | Germania                                                                | 3 – 0                                                                   | Islanda                                                                 | Qual. Euro 2004                                                         | Michael Ballack Fredi Bobic Kevin Kuranyi                                                     | Cap: O.Kahn                                                             |
| 15-11-2003                                                              | Gelsenkirchen                                                           | Germania                                                                | 0 – 3                                                                   | Francia                                                                 | Amichevole                                                              | -                                                                                             | Cap: O.Kahn                                                             |
| 18-2-2004                                                               | Spalato                                                                 | Croazia                                                                 | 1 – 2                                                                   | Germania                                                                | Amichevole                                                              | Miroslav Klose Carsten Ramelow                                                                | Cap: O.Kahn                                                             |
| 31-3-2004                                                               | Colonia                                                                 | Germania                                                                | 3 – 0                                                                   | Belgio                                                                  | Amichevole                                                              | Kevin Kuranyi Dietmar Hamann Michael Ballack                                                  | Cap: C.Worns                                                            |
| 28-4-2004                                                               | Bucarest                                                                | Romania                                                                 | 5 – 1                                                                   | Germania                                                                | Amichevole                                                              | Philipp Lahm                                                                                  | Cap: O.Kahn                                                             |
| 27-5-2004                                                               | Friburgo in Brisgovia                                                   | Germania                                                                | 7 – 0                                                                   | Malta                                                                   | Amichevole                                                              | 4 Michael Ballack Jens Nowotny Torsten Frings Fredi Bobic                                     | Cap: J.Nowotny                                                          |
| 2-6-2004                                                                | Basilea                                                                 | Svizzera                                                                | 0 – 2                                                                   | Germania                                                                | Amichevole                                                              | 2 Kevin Kuranyi                                                                               | Cap: O.Kahn                                                             |
| 6-6-2004                                                                | Kaiserslautern                                                          | Germania                                                                | 0 – 2                                                                   | Ungheria                                                                | Amichevole                                                              | -                                                                                             | Cap: O.Kahn                                                             |
| 15-6-2004                                                               | Porto                                                                   | Germania                                                                | 1 – 1                                                                   | Paesi Bassi                                                             | Euro 2004 - 1º Turno                                                    | Torsten Frings                                                                                | Cap: O.Kahn                                                             |
| 19-6-2004                                                               | Porto                                                                   | Lettonia                                                                | 0 – 0                                                                   | Germania                                                                | Euro 2004 - 1º Turno                                                    | -                                                                                             | Cap: O.Kahn                                                             |
| 23-6-2004                                                               | Lisbona                                                                 | Germania                                                                | 1 – 2                                                                   | Rep. Ceca                                                               | Euro 2004 - 1º Turno                                                    | Michael Ballack                                                                               | Cap: O.Kahn                                                             |
| Totale                                                                  |                                                                         | Presenze                                                                | 53                                                                      |                                                                         | Reti                                                                    | 109                                                                                           |                                                                         |

##### Nazionale tedesca 2º mandato nel dettaglio
| 2023                       | Germania                   | Amichevoli                 | Ad interim                 | 1 | 1 | 0 | 0 | 100,00& | 2 | 1 | +1 |
| Totale Germania 2º mandato | Totale Germania 2º mandato | Totale Germania 2º mandato | Totale Germania 2º mandato | 1 | 1 | 0 | 0 | 100,00  | 2 | 1 | +1 |

##### Panchine da commissario tecnico della nazionale tedesca
| Cronologia completa delle presenze e delle reti in nazionale ― Germania | Cronologia completa delle presenze e delle reti in nazionale ― Germania | Cronologia completa delle presenze e delle reti in nazionale ― Germania | Cronologia completa delle presenze e delle reti in nazionale ― Germania | Cronologia completa delle presenze e delle reti in nazionale ― Germania | Cronologia completa delle presenze e delle reti in nazionale ― Germania | Cronologia completa delle presenze e delle reti in nazionale ― Germania | Cronologia completa delle presenze e delle reti in nazionale ― Germania |
| Data                                                                    | Città                                                                   | In casa                                                                 | Risultato                                                               | Ospiti                                                                  | Competizione                                                            | Reti                                                                    | Note                                                                    |
| ----------------------------------------------------------------------- | ----------------------------------------------------------------------- | ----------------------------------------------------------------------- | ----------------------------------------------------------------------- | ----------------------------------------------------------------------- | ----------------------------------------------------------------------- | ----------------------------------------------------------------------- | ----------------------------------------------------------------------- |
| 12-9-2023                                                               | Dortmund                                                                | Germania                                                                | 2 – 1                                                                   | Francia                                                                 | Amichevole                                                              | Thomas Müller Leroy Sané                                                | Cap: İ.Gündoğan                                                         |
| Totale                                                                  |                                                                         | Presenze                                                                | 1                                                                       |                                                                         | Reti                                                                    | 2                                                                       |                                                                         |

## Palmarès

### Giocatore

#### Club

##### Competizioni nazionali
- Coppa Italia: 1

Roma: 1990-1991
- Campionato francese: 1  (revocato)

Olympique Marsiglia: 1992-1993

##### Competizioni internazionali
- UEFA Champions League: 1

Olympique Marsiglia: 1992-1993

#### Nazionale
- Campionato mondiale: 1

Italia 1990

#### Individuale
- Miglior giocatore dell'Europeo Under-21: 1

1982
- Capocannoniere della 2. Bundesliga: 1

1981-1982 (37 gol)
- Calciatore tedesco-occidentale dell'anno: 1

1982-1983
- Capocannoniere della Bundesliga: 1

1982-1983 (23 gol)
- Europei Top 11: 1

Francia 1984
- Capocannoniere della Coppa UEFA: 1

1990-1991 (10 gol)
- Capocannoniere della Coppa Italia: 1

1990-1991 (4 gol)